# 飯久保城
飯久保城（いいくぼじょう）は、富山県氷見市飯久保に在った日本の城。飯窪城、伊窪村山城、伊久保城ともいう。とやま城郭カードNo.36。

## 規模
仏生寺川を見下ろす細長い尾根上に在る山城。比高差は約60メートル。主郭の周りには厚みのある土塁、南東部には櫓台が設置され、南北には大きな堀切が見られる。主郭の東には尾根の先端に向かってもう一つの郭が在るが、両者の間は大きな堀切によって区切られている。主郭の北西に一段下ると小規模ながらも枡形虎口が在り、主郭と虎口との区切りにはまたも小規模ながら堀切が使われている。尾根の地形を利用しつつ、効果的に堀切を設置する事で防御力の強化を狙った築城者の意図が感じ取れる。

## 歴史
富山県氷見市南部を支配していた狩野氏の居城。越中国鞍骨山城、越中国惣領砦も狩野氏の持ち城だったと云われており、以前は鞍骨山城が狩野氏の居城であったとされていたが、近年ではその立地から飯久保城が居城であり鞍骨山城はその詰城だったのではないかと考えられている。もしくは当初は山間部の鞍骨山城に拠っていたが、勢力を強めて徐々に平野部へと進出した過程で飯久保城が築かれ、これを拠点としたとも考えられよう。また戦国時代の一時期には越中国池田城城主三善一守が拠っていたと云うが、正確な時期は不明。
狩野氏は元々は加賀国の在地領主であった。鎌倉時代には加賀国大聖寺城を築いてこれに拠っており、中先代の乱では宮方として活躍している。その後は加賀国守護富樫氏の家臣であったが、長享2年（1488年）に発生した加賀一向一揆によって当主の富樫政親が敗死。加賀国の支配権は富樫氏から一向一揆勢力へと移行した。狩野氏はこの難を避けて越中国氷見へと落ち延びて定住したと云う。飯久保城の正確な築城年代は不明だが、これ以降であろう。
狩野氏は越中国守護代神保氏の配下であった様だが、その動向を窺うべき史料は少なく、不明な点が多い。永禄年間（1558年-1569年）には狩野中務丞良政の名が見える。良政は富山城主神保長職に人質を差し出して臣従していたことが知られる。永禄4年（1561年）には一族の宣久が飯久保城の近くに在る光久寺に対して寺領を寄進し租税を免除している（『光久寺古文書』）。また上杉謙信や佐々成政に仕えている事から、神保氏の中でも越中国守山城主神保氏重、氏張系統の家臣団に組み込まれていた様である。狩野右京入道道州は、神保家没落後上杉家に臣従し、子の狩野秀治は上杉景勝に仕え重用されている。天正13年（1585年）8月に豊臣秀吉が越中へと攻め込んで成政が降伏した（富山の役）後、狩野氏は没落して飯久保城を離れたと云う。その後飯久保城の名が史料から見えなくなり、また前田氏が領する事でその戦略的利用価値を失ったと考えられる事から、さほど時を置かずして廃城になったと思われる。

## 逸話
- 飯久保の瓢箪石:国の天然記念物。上杉軍が飯久保城を攻略し、更に別の城へと向かう途中で一休みしていた時、謙信が腰に付けた瓢箪に入れていた酒を飲もうとして勢い余ってこぼれ落ちた酒の雫が瓢箪形の石になったと云われている。元々は自然が作り出したもので江戸時代には氷見の特産品として流通し、現在でもその姿を見ることが出来る[4]。

## 現在
地元のボランティアや近隣の児童らによって遊歩道が整備されたり各所に案内板が設置されたりしており、非常に手が行き届いている。城跡の保存状態も良好である。